# جيمس مورتون (رجل أعمال)
جيمس مورتون هو شخصية أعمال كندي، ولد في 29 أغسطس 1808، وتوفي في 7 يوليو 1864.